# Anne Beathe Tvinnereim
Anna Beathe Tvinnereim (Halden, 22 mei 1974)  is een Noors politica van Senterpartiet(SP). Sinds oktober 2021 is zij minister voor Ontwikkelingssamenwerking in het kabinet van Jonas Gahr Støre. 

## Biografie
Tvinnereim werd geboren in Halden in de toenmalige fylke Østfold in het zuiden van Noorwegen als de jongste van vier kinderen. Haar ouders hadden een pluimveebedrijf  Haar vader was actief in de gemeentepolitiek voor SP. Ze studeerde politicologie, Spaans en Portugees aan de Universiteit van Oslo. Tijdens haar studie volgde ze cursussen in Portugal, Nieuw-Zeeland, Ecuador en Costa Rica.  Na haar afstuderen volgde ze een opleiding voor diplomaat bij het Noorse ministerie van Buitenlandse Zaken. Als diplomaat werkte zij onder meer in Mozambique.

## Politieke carrière
Tvinnereim werd met 13 jaar lid van de jongerenorganisatie van Senterpartiet. Zij was vooral actief als internationaal secretaris. In 2000 werd ze gekozen tot voorzitter van de jongerenafdeling. Een jaar later stelde zij zich kandidaat voor de Storting, maar werd niet verkozen. In 2011 werd ze benoemd tot staatssecretaris voor lokaal bestuur in het tweede kabinet Stoltenberg. Nadien was ze actief in de provinciale politiek in Viken. In 2021 werd ze benoemd tot minister voor Ontwikkelingssamenwerking.